# Колатина (микрорегион)
Колатина (порт. Microrregião de Colatina) — микрорегион в Бразилии, входит в штат Эспириту-Санту. Составная часть мезорегиона Северо-запад штата Эспириту-Санту. 
Население составляет 	199 711	 человек (на 2010 год). Площадь — 	4 359,001	 км². Плотность населения — 	45,82	 чел./км².

## Демография
Согласно сведениям, собранным в ходе переписи 2010 г. Национальным институтом географии и статистики (IBGE), население микрорегиона составляет:						
| Полное население                             | Полное население                             | Полное население                             | Полное население                             | 199 711 |
| -------------------------------------------- | -------------------------------------------- | -------------------------------------------- | -------------------------------------------- | ------- |
| в том числе:                                 | Городское население                          | 148 573                                      | Процент городского населения, %              | 74,39   |
|                                              | Сельское население                           | 51 138                                       | Процент сельского населения, %               | 25,61   |
|                                              | Мужское население                            | 98 596                                       | Процент мужского населения, %                | 49,37   |
|                                              | Женское население                            | 101 115                                      | Процент женского населения, %                | 50,63   |
| Плотность населения, чел/км²                 | Плотность населения, чел/км²                 | Плотность населения, чел/км²                 | Плотность населения, чел/км²                 | 45,82   |
| Население микрорегиона в % к населению штата | Население микрорегиона в % к населению штата | Население микрорегиона в % к населению штата | Население микрорегиона в % к населению штата | 5,68    |

## Статистика
- Валовой внутренний продукт на 2003 составляет 906 464 487,00 реалов (данные: Бразильский институт географии и статистики).
- Валовой внутренний продукт на душу населения на 2003 составляет 4766,55 реалов (данные: Бразильский институт географии и статистики).
- Индекс развития человеческого потенциала на 2000 составляет 0,706 (данные: Программа развития ООН).

## Состав микрорегиона
В составе микрорегиона включены следующие муниципалитеты:
1. Алту-Риу-Нову
2. Байшу-Гуанду
3. Колатина
4. Говернадор-Линденберг
5. Мариландия
6. Панкас
7. Сан-Домингус-ду-Норти